# Biton adamanteus adamanteus
Biton adamanteus adamanteus es una subespecie de arácnido  del orden Solifugae de la familia Daesiidae.

## Distribución geográfica
Se encuentra en Namibia.